# 月 (2000年の映画)
『月』（つき）は、2000年7月8日に公開された日本映画。
浅草を舞台に、花形ストリッパーである母とその娘との母娘の姿を描いている。脚本を手がけた鍋島久美子は、本作で第7回シナリオ作家協会大伴昌司賞の佳作に入選した。

## キャスト
- 立花遙：黒木瞳
- 立花夏海：今村理恵
- 下園達也：加藤晴彦
- 富田良作：萩本欽一
- 松尾悌一：中村梅雀
- 老医師：鈴木清順
- 亀井：小倉一郎
- 梶原修一：白竜
- 馬野馬糞：戸田昌宏
- 杉野花粉：清田正浩

## スタッフ
- 監督：君塚匠
- 脚本：鍋島久美子
- 製作：成澤章
- プロデューサー：荻原達、松岡周作、福塚孝哉
- 助監督：芝祐二
- 撮影：前田米造
- 編集：太田義則
- 音楽：梶浦由記
- 主題歌：浜崎あゆみ「Who...」